# Pseudohercitis corumbana
Pseudohercitis corumbana är en skalbaggsart som beskrevs av Moser 1921. Pseudohercitis corumbana ingår i släktet Pseudohercitis och familjen Melolonthidae. Inga underarter finns listade i Catalogue of Life.